# ديشمبية متطاولة
ديشمبية متطاولة (الاسم العلمي:Deschampsia elongata) هي نوع من النباتات تتبع جنس الديشمبية من الفصيلة النجيلية.